# مستشفى غروت شور
مستشفى غروت شور Groote Schuur Hospital، هي مستشفى مستشفى تعليمي حكومية ضخمة تقع عند سفوح قمة الشيطان، في مدينة كيب تاون، جنوب أفريقيا. تأسست عام 1938 وتشتهر بكونها شهدت أول عملية زراعة قلب لإنسان، عام 1967، والتي قام بها فريق زراعة الأعضاء بقيادة كريستيان برنارد للمريض لويس وشكنسكي.
أعلنت المستشفى موقع تراث محلي لكيب الغربية عام 1996.